# 신토쓰카와정
신토쓰카와정(일본어: 新十津川町)은 일본 홋카이도 소라치 종합진흥국 관내 중부에 있는 정이다.
지명의 유래는 1889년에 일어난 나라현 요시노군 도쓰카와촌에서의 도쓰가와 수해 이재민이 이곳으로 이주해 신토쓰카와촌으로 칭한 것이 시작이다.

## 지리
홋카이도 소라치 종합진흥국 관내의 거의 중앙에 위치한다. 동부는 이시카리강과 소라치강의 합류부이자 이시카리강 우안이고, 서부는 쇼칸베쓰산을 중심으로 한 산악지대이다.

### 인접한 자치체
- 소라치 종합진흥국
  - 다키카와시
  - 스나가와시
  - 가바토군 우라우스정
  - 우류군 우류정
  - 소라치군 나이에정

- 루모이 진흥국
  - 마시케군 마시케정

- 이시카리 진흥국
  - 이시카리시
  - 이시카리군 도베쓰정

## 역사
- 1902년 - 신토쓰카와촌이 2급 정촌제를 시행했다.
- 1907년 - 1급 정촌제를 시행했다.
- 1957년 - 신토쓰카와촌이 정으로 승격해 신토쓰카와정이 되었다.

## 교통

### 철도
- 홋카이도 여객철도 삿쇼선

### 도로
- 국도 275호선
- 국도 451호선

## 자매 도시
- 일본 나라현 요시노군 도쓰카와촌(모촌 교류)